# Obergruppenführer

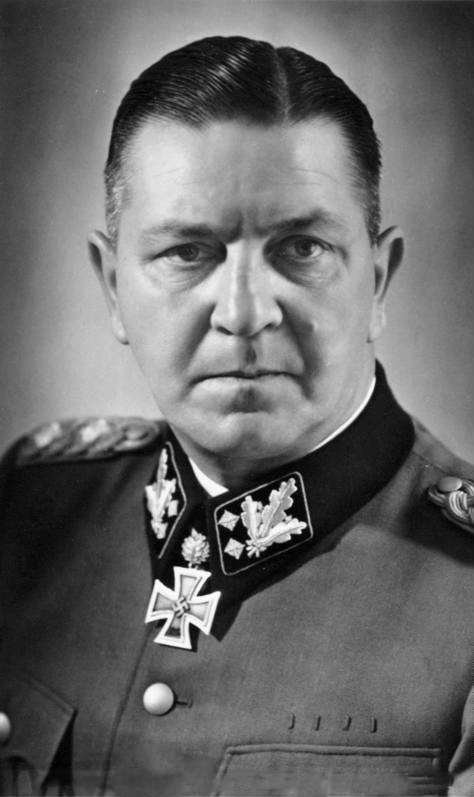
Obergruppenführer Theodor Eicke (1892–1943). Runt halsen bär Eicke Riddarkorset av Järnkorset med eklöv.

Obergruppenführer var en grad inom tyska Schutzstaffel (SS), motsvarande general inom armén. De högre graderna var Oberstgruppenführer och den unika Reichsführer-SS. Nittioåtta personer kom att befordras till SS-Obergruppenführer.
Ursprungligen hade kragspegeln tre eklöv och en knapp. Från april 1942 hade den tre eklöv och två knappar.

## SS-Obergruppenführer i urval
- Gottlob Berger
- Werner Best
- Wilhelm Bittrich
- Leonardo Conti (Rikshälsoledare i Nazityskland (1939–1945)
- Theodor Eicke
- Karl Hermann Frank
- Rudolf Hess
- Reinhard Heydrich
- Richard Hildebrandt
- Ernst Kaltenbrunner
- Friedrich Wilhelm Krüger
- Werner Lorenz
- Otto Ohlendorf
- Oswald Pohl
- Fritz Sauckel
- Karl Wolff
- Karl Edvard av Sachsen-Coburg-Gotha (SA-Obergruppenführer)
- Felix Steiner
- Herbert Otto Gille
- Walter Krüger
- Karl von Eberstein
- Wilhelm Koppe
- Arthur Greiser
- Julius Schaub
- Albert Forster
- Max Amann
- Hans Heinrich Lammers
- Martin Bormann
- Philipp Bouhler
- Karl Wahl
- Joachim Albrecht Eggeling
- Hartmann Lauterbacher
- Erich von dem Bach-Zelewski
- Curt von Gottberg
- Theodor Berkelmann
- Wilhelm Rediess
- Rudolf Querner
- August Eigruber
- Franz Breithaupt
- Konstantin von Neurath
- Alfred Wünnenberg
- Matthias Kleinheisterkamp
- Josias zu Waldeck und Pyrmont
- Carl Oberg
- Otto Winkelmann
- Günther Pancke
- Walther Darré
- Otto Hofmann
- Ernst-Heinrich Schmauser
- Benno Martin
- Fritz Bracht

## Gradbeteckningar för Obergruppenführer i Waffen-SS

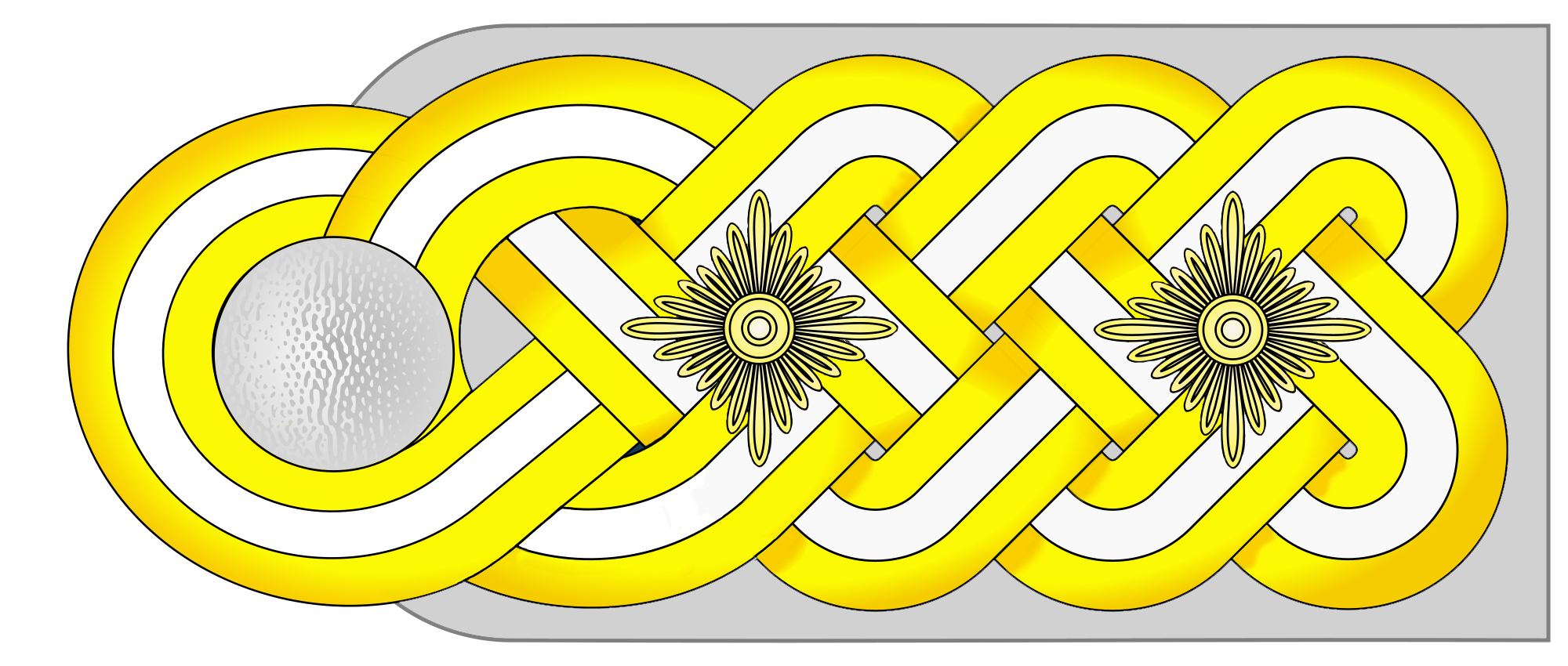
Axelklaff
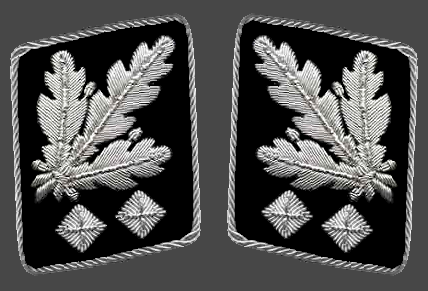
Kragspeglar
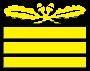
Kamouflage
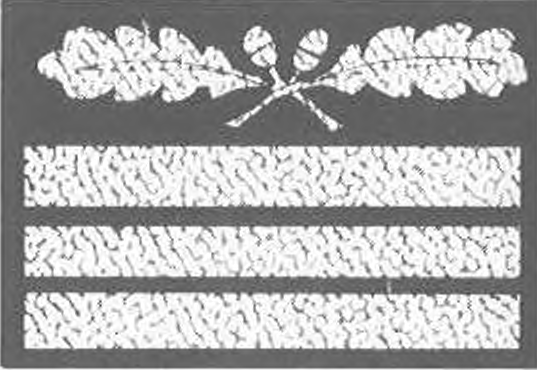
Kamouflage
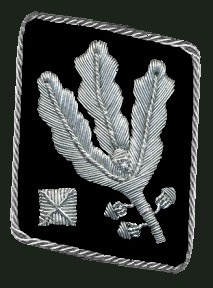
Kragspegelns utseende före april 1942